# Leonardo da Besozzo

blason roi de naples

Leonardo da Besozzo ou Leonardo Molinari da Besozzo est un peintre et miniaturiste italien du gothique tardif, actif principalement de 1421 à 1481, se rattachant à l'école lombarde.

## Biographie
Leonardo est le fils du peintre Michelino da Besozzo avec lequel il est documenté travaillant pour le chantier du dôme de Milan en 1421, pour les peintures de l'autel dédié aux saints Cyr et Julitte. 
Par la suite, il se déplaça vers le sud et arriva à Naples en 1438 où il réalisa le tableau représentant saint Antoine de Padoue (basilique San Lorenzo Maggiore), dont il ne reste que la couronne d'anges. 
À l'église San Giovanni a Carbonara de Naples, probablement vers la fin de l'année 1430, il a travaillé dans la chapelle de Sergianni Caracciolo, peignant des scènes de la Vie de la Vierge et des scènes de la Vie érémitique en collaboration avec son assistant, le peintre Perinetto da Benevento. 
Leonardo est aussi crédité de la Nativité, sur lequel son nom est inscrit, l'Annonciation, le Couronnement de la Vierge et la fin des scènes de l'Ermite. 
Par la suite, dans la même église, Leonardo a également peint des figures de saints dans le mausolée du roi Ladislas. 
À partir de 1454 Leonardo est documenté comme peintre de la cour d'Alphonse V d'Aragon, roi de Naples. 
Léonard qui avait travaillé par le régime angevin précédent, était le principal peintre de cour de 1449 jusqu'en 1458. 
À son service, il réalisa les fresques de palais et d'églises, enlumina des chartes et des livreset décora son armure. Leonardo da Besozzo est l'un des trois peintres qui décorèrent neuf cent vingt étendards et bannières pour le banquet célébrant la naissance du petit-fils du roi.
En 1458, il a peint les fresques du plafond (aujourd'hui disparues) de la « Camera degli Angeli » dans la tour de Beverello du Castel Nuovo de Naples.
Il a aussi écrit un livre : Iconografia Universale.

## Œuvres
- Fresques du plafond (1458), (aujourd'hui disparues), « Camera degli Angeli », tour de Beverello du Castel Nuovo, Naples.
- Saint Antoine, basilique San Lorenzo Maggiore (Naples).
- Cycle des fresques (attribution), église Santa Margherita, Casatenovo.
- Église San Giovanni a Carbonara, Naples. 
  - Scènes de la Vie de la Vierge et scènes de la Vie érémitique, vers 1430, (en collaboration avec son assistant, le peintre Perinetto da Benevento), chapelle de Sergianni Caracciolo,
  - Nativité, fresque,
  - Annonciation, fresque,
  - Couronnement de la Vierge, 1432 fresque [2]
  - Scènes de vie de l'Ermite, fresque,
  - Figures de saints,fresque, mausolée du roi Ladislas.
- Naissance de la Vierge, fresque, 1456.